# 坝河 (汉水支流)
坝河，是中国长江流域汉水水系的一条河流，汇入闾河。河长128千米，流域面积1294平方千米，多年平均流量18立方米每秒。自然落差430米。水能理论蕴藏量4万千瓦。